# Muzeum Historii Naturalnej w Lejdzie
Muzeum Historii Naturalnej w Lejdzie – muzeum historii naturalnej połączone z ośrodkiem badawczym w Lejdzie.

## Zbiory
Zbiory muzeum liczą ponad 37 mln okazów. Zalicza się do nich kolekcja geologiczna, należąca do centrum badawczego, zbiory zoologiczne, należące do muzeum oraz Muzeum Zoologicznego w Amsterdamie oraz zbiory botaniczne, należące do Narodowego Herbarium Holenderskiego. Planowane jest powiększenie kolekcji o zbiory entomologiczne i ichtiologiczne (głównie ryby z rodzaju Barbus), będące własnością Wageningen University & Research, oraz zbiory botanicznego z Uniwersytetu Amsterdamskiego.